# 아테나이
아테나이(고대 그리스어: Αθηναι)는 고대 그리스 아티케의 오늘날의 아테네에 위치했던 폴리스다. 펠로폰네소스 전쟁 당시 델로스 동맹의 맹주로 스파르타의 펠로폰네소스 동맹과 대립하였다. 히피아스의 참주 정치 이후 클레이스테네스의 주도로 기원전 510년 민주정을 성립하였다. 아테나이 민주 정치는 매우 안정적이었으며, 170여 년 동안 약간의 짧은 혼란을 제외하고 제자리를 지켰으나, 기원전 338년 마케도니아 왕국의 필리포스 2세가 아테나이를 정복하면서 종식되었다. 아테나이 패권은 페리클레스 시대인 기원전 440년대에서 430년대에 절정에 이르렀다.
그리스 고전기에 아테나이는 예술, 교육, 철학의 중심지였으며, 플라톤의 아카데메이아와 아리스토텔레스의 뤼케이온이 있었다. 또 아테나이는 소크라테스, 페리클레스, 소포클레스 등 고대의 수많은 철학자, 저술가, 정치가를 배출하였다. 아테나이는 기원전 5, 4세기에 당시 알려진 유럽 대륙 지역에 문화적, 정치적 업적으로 영향을 끼쳐 서구 문명의 요람이자 민주주의의 고향으로 널리 평가받고 있다.

## 정치
폴리스의 형성과 더불어 집주(集住：시노이키스모스)가 형성되었는데, 아테나이를 중심으로 하는 집주는 정치 권력을 아테나이에 집중시켰으나, 지방의 전통이나 특수성을 완전히 없앤 것은 아니었다. 아테나이도 그리스의 다른 지역과 마찬가지로 왕을 중심으로 하는 강력한 토지 소유자에 의한 귀족 정치가 확립되었다. 이 귀족정 폴리스의 관리로서 아르콘(ἄρχων：집정관)이 정치를 하였는데, 처음에는 종신관(終身官)이었다가, 이후 10년 임기에서 1년 임기로 바뀌었다. 기원전 7세기 이후 아테나이는 상공업이 발달하고, 화폐가 유통됨에 따라 평민의 상승과 몰락을 야기시켜 귀족과 평민간의 불화가 심해져 드라콘의 성문법 제정, 솔론의 개혁, 페이시스트라토스의 참주권 수립, 클레이스테네스의 민주 개혁 등으로 양자간의 조정을 꾀하였고, 또한 민주정의 기틀을 마련하였다.
아테나이 민주주의는 직접민주주의 체제로서 입법과 행정에 대한 결정은 유권자의 투표에 의해 결정되었다. 참정권은 모든 주민에게 부여되지 않았으며, 유권자는 성인 남성으로 제한되었다. 이에 따라 미성년자, 여성, 노예, 외국인 등은 투표에 참여할 수 없었다. 아테나이의 주민은 총 25만에서 30만 명 정도였으며 이 가운데 유권자는 3만에서 5만 명 정도였다. 가장 오랫동안 아테나이의 지도자 자리를 유지하였던 페리클레스가 죽은 뒤 펠로폰네소스 전쟁을 거치면서 아테나이 민주주의는 과두제의 성격을 띄게 되었다.

## 철학
페르시아 전쟁에서 강대국이었던 페르시아에게 굴복하지 않고 기어이 자유의 승리를 쟁취한 아테나이는 그리스 전국의 도시 국가를 규합하여 델로스 동맹을 맺고 맹주국이 되었다. 신구세력의 격렬한 분쟁 속에서 특히 페리클레스가 실현한 적절한 민주정치는 아테나이 시민의 활동을 정치와 문화의 모든 영역에 걸쳐 충분히 신장시켰다. 
이 시기에 그때까지 동과 서의 식민 도시에서 발생하여, 발전한 학문과 사상이 일시에 아테네로 모여들었다. 전수를 담당한 자는 아낙사고라스와 같은 자연 철학자와 프로타고라스나 고르기아스와 같은 소피스트들이었다. 아낙사고라스는 페리클레스의 초청을 받아 아테나이에서 30년간을 머무르며, 과학자로서 활동하면서 합리사상을 고취하는 한편 아르케실라오스와 에우리피데스를 가르쳤다. 페리클레스가 권력을 잡을 무렵 젊은 소크라테스는 불타는 지식욕으로 인하여 아낙사고라스의 서적에 관심을 가지게 되었고, 아르케실라오스와 오랫동안 친교를 맺었으며, 유명한 소피스트들과 대담할 기회도 있었다. 아브데라에 있던 프로타고라스는 몇 차례나 아테나이를 방문하여 페리클레스와 알게 되었고, 범 헬레네 정신에 입각하여 식민 도시인 튜리오이의 헌법 제정을 위촉(전 444)받고, 에우리피데스와 사귀게 되었다. 그는 민주주의 사회에 유용한 지도적인 인재를 양성하는 교사라 칭하여 당시 많은 청년들에게 인기를 얻고 있었다. 그 인간 중심의 상대주의적 지식론은 혁명적이었으며 계몽적이고 실질적인 의의도 가지고 있었던 것이다. 
고르기아스는 레온티노이의 사절로서, 기원전 427년에 아테나이에 와서 그 호화로운 변론으로 아테나이의 청년들을 매혹하였고, 그리하여 이소크라테스(전 436-전 338)와 아가톤(전 446?-?)과 아이스키네스(전 390?-전 330 이후)를 배출시켰다. 그는 변론술을 엠페도클레스에게 배웠고 파르메니데스의 존재론을 정면에서 부정하는 회의적 니힐리즘을 역설하였다. 아테나이 사람은 외래의 것에 대하여 매우 포용적이기는 하였으나 종교심은 대단히 보수적이었다. 설혹 그것이 정치적인 의도로 더욱 촉진되었다고 해도 여하튼 아낙사고라스나 프로타고라스를 불경죄로 추방하였고, 심지어 소크라테스까지도 불경한 소피스트의 일당으로 몰아 옥사하게 하였다. 소피스트들의 언변술도 아류로 되면 에리스티케(문답 경기)에 빠져 플라톤의 격렬한 공격을 받게 되었다. 
소크라테스가 인간 음미의 철학적인 사색과 활동에 전념하던 만년에 펠로폰네소스 전쟁은 아테나이의 패배로 종결되었으며, 아테나이는 30인 참주 정치를 거쳐 폴리스로서는 쇠퇴 일로를 걷게 되었다. 소크라테스의 사후에 소규모 소크라테스 일파는 각국으로 흩어져 갔고, 그들의 철학은 논리 연구나 단순한 처세술로 변해버렸다. 
한편 스승의 옥사를 당하여 아테나이의 정치에 등을 돌린 플라톤은 이상국가 건설의 꿈을 서쪽에 있는 시칠리아에 걸면서 아테나이에는 자신의 사상을 전수하기 위한 학원인 아카데미아를 세웠다. 이 학원은 이소크라테스의 학교에 대항해, 아테나이 그 자체가 페리클레스에 의하여 그리스 전체에 대한 학교(파이데우시스)라고 불리는 데에 대신하여 진정한 학문의 전당으로서 기원후 529년에 폐쇄될 때까지 천년에 가까운 역사의 제1보를 내딛게 되었다. 그 동안 북방 마케도니아 제국의 세력이 아테나이를 비롯한 그리스의 여러 도시국가에 미치게 된다. 
여기에 대응하기라도 하는 것처럼 마케도니아로부터 아테나이로 와서 아카데미아에서 연구에 전념하였던 아리스토텔레스는 재차 아테나이로 돌아와(전 335) 리케이온을 설치하여 실증적·과학적 여러 학문의 길을 열었다. 그러나 알렉산드로스 대왕이 죽은) 이듬해에 아테나이로부터 망명하게 되면서 그의 철학적 활동도 끝났다. 
플라톤은 순수한 아테나이 사람으로 폴리스 재건을 뜻하여 이데아의 철학을 설파했다. 아리스토텔레스는 아테나이 사람은 아니었으나 플라토니스트로 출발하여 폴리스를 근거로 하면서 거기에서 나와 독자적인 실체의 체계를 구축하였다. 이 두 사람은 아테나이의 고전기를 대표하고 동시에 후세 철학의 2대 조류의 시조가 되었다. 이 두 사람의 거두가 사라짐과 동시에 폴리스 시대에 종지부를 찍은 아테나이에는 아카데미아 학파와 페리파토스 학파, 그리고 아테나이 사람인 에피쿠로스의 유물론적인 학파인 에피쿠로스 학파와 이방인 제논을 시조로 하는 같은 유물론적인 스토아 학파의 병존이 시작되었다.